# Servicio de tránsito aéreo

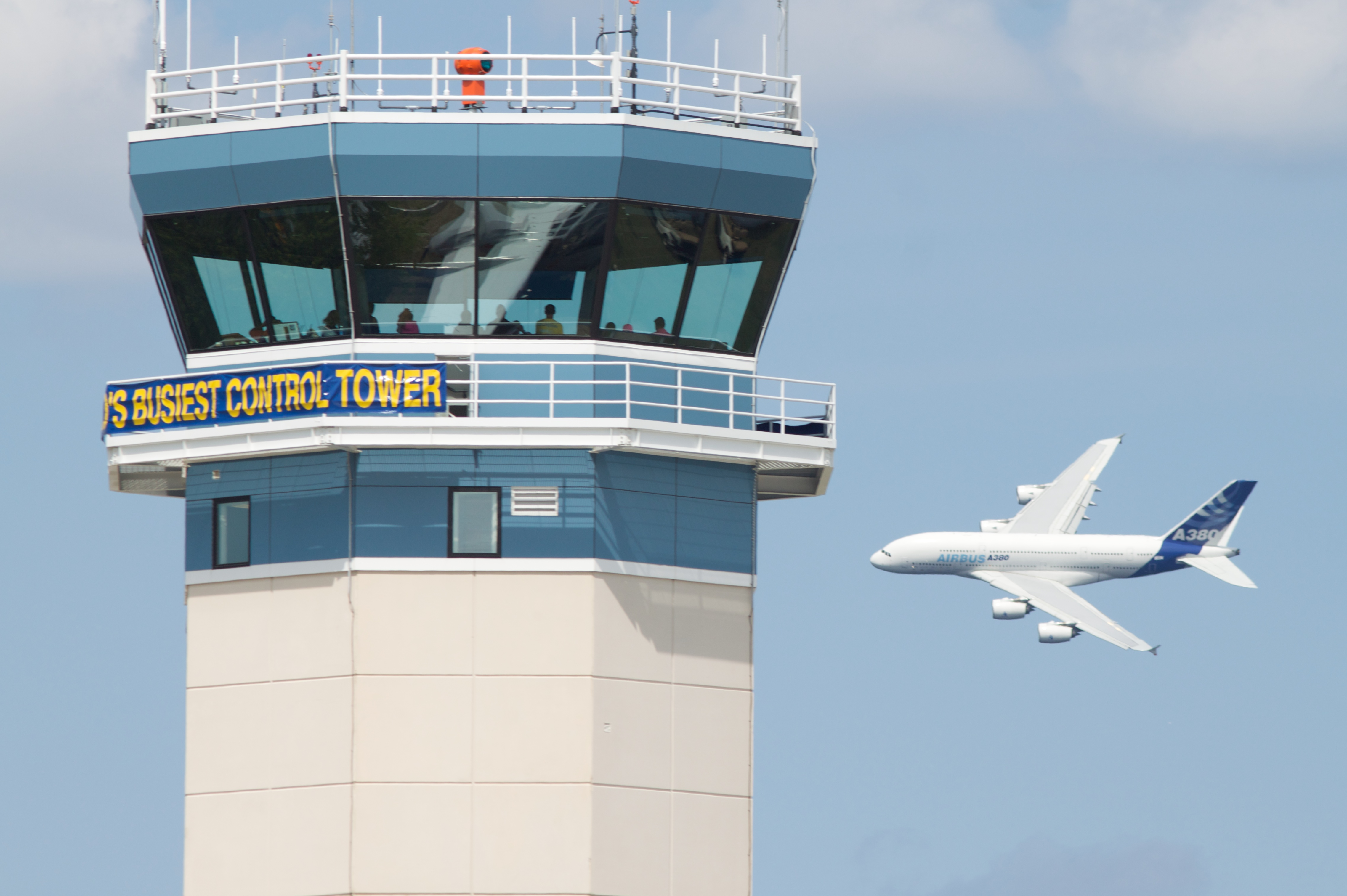
Torre de control de ATS

En navegación aérea, el servicio de tránsito aéreo (ATS del inglés air traffic service) es un servicio que regula y asiste a los aviones en tiempo real para asegurar la seguridad en sus operaciones, en particular ATS sirve para:
- Prevenir colisiones entre aviones, dando avisos que aporten seguridad y eficiencia en los vuelos.
- Mantener un cierto orden en el tráfico aéreo.

Una ruta ATS es una ruta específica para entrar en el flujo de tráfico en el que es necesario dar servicio de tránsito aéreo. Se incluyen a las rutas de jet, las rutas RNAV y las rutas de llegada y salida. Las rutas pueden ser definidas con un nombre, con un camino entre dos waypoints, con la distancia entre dos waypoints, informando de los requisitos necesarios para el espacio aéreo de la ruta y con la altitud mínima de seguridad.

## Objetivos de los servicios de tránsito aéreo
1. Prevenir colisiones entre aeronaves;
2. Prevenir colisiones entre aeronaves en el área de maniobras y entre esas y los obstáculos que haya en dicha área;
3. Acelerar y mantener ordenadamente el movimiento del tránsito aéreo;
4. Asesorar y proporcionar información útil para la marcha segura y eficaz de los vuelos;
5. Notificar a los organismos pertinentes respecto a las aeronaves que necesitan ayuda de búsqueda y salvamento, y auxiliar a dichos organismos según sea necesario.

## División de los servicios de tránsito aéreo

### El Servicio de Control de tránsito aéreo
Para satisfacer los objetivos indicados en 1, 2 y 3. Este servicio se divide en las tres partes siguientes:
- Servicio de control de área  el suministro del servicio de control de tránsito aéreo para vuelos controlados, a excepción de aquellas partes de los mismos que se describen más adelante, a fin de satisfacer los objetivos 1 y 3.
- Servicio de control de aproximación el suministro del servicio de control de tránsito aéreo para aquellas partes de los vuelos controlados relacionadas con la llegada o la salida, a fin de satisfacer los objetivos 1 y 3.
- Servicio de control de aeródromo el suministro del servicio de control de tránsito aéreo para el tránsito de aeródromo, a fin de satisfacer los objetivos 1, 2 y 3.

### El servicio de información de vuelo
Para satisfacer el objetivo 4.

### El servicio de alerta
Para satisfacer el objetivo 5.